# Hieracium ancarense
Hieracium ancarense es una especie de planta con flor del género Hieracium, de la familia Asteraceae, orden Asterales.

## Distribución
Hieracium ancarense se distribuye por España.

## Taxonomía
Fue descrita científicamente por Mateo. Fue publicada en Flora Montiber. 35: 70 (2007).